# 2000 GY103
2000 GY103 är en asteroid i huvudbältet som upptäcktes den 6 april 2000 av LINEAR i Socorro County, New Mexico.
Asteroiden har en diameter på ungefär 8 kilometer och den tillhör asteroidgruppen Eos.